# Невръстна любов
Too Young to Marry (в България преведен от GTV под името „Невръстна любов“) е филм от 2007 година, в който се разказва за 17-годишните тийнейджъри Макс Дойл (Дилън Каси) и Джесика Карпентър (Нина Добрев). Когато двамата мислят, че са влюбени силно един в друг, решават да се оженят, въпреки несъгласието на родителите си. Скоро след това обаче разбират, че имат различни виждания за бъдещето. Дали любовта им ще оцелее или ще има трагичен край?